# Кстиловский сельсовет
Кстиловский сельсовет — упразднённая административно-территориальная единица, существовавшая на территории Московской губернии и Московской области до 1939 года.
Кстиловский сельсовет возник в первые годы советской власти. По данным 1922 года он находился в составе Серединской волости Волоколамского уезда Московской губернии.
В 1925 году из его состава был выделен Новский с/с, но уже в 1926 году он был присоединён обратно.
По данным 1926 года в состав сельсовета входили 3 населённых пункта — Кстилово, Левкиево и Новое.
В 1929 году Кстиловский с/с был отнесён к Шаховскому району Московского округа Московской области.
17 июля 1939 года Кстиловский с/с был упразднён. При этом селения Кстилово и Левкиево были переданы в Житонинский с/с, а Новое — в Серединский с/с.